# Santa Ynez Valley AVA
Santa Ynez Valley AVA ist ein seit dem 15. April 1983 als solches anerkannte Weinbaugebiet im Santa Ynez Valley im US-Bundesstaat Kalifornien. Das Gebiet liegt in dem Verwaltungsgebiet Santa Barbara County. Das Weinbaugebiet ist Teil der übergeordneten Central Coast AVA und ist der bedeutendste Reblieferant des Santa Barbara County. Das Tal wird im Norden durch die Purisima Hills und die San Rafael Mountains und im Süden durch die Santa Ynez Mountains begrenzt. Im kühleren Westen des Tals wird mit Erfolg die weiße Rebsorte Chardonnay angebaut. Im wärmeren Osten werden hingegen spätreifende Rebsorten der Rhône wie Syrah, Grenache und Roussanne eingesetzt.